# Шарлі Лубе
Шарлі Лубе (фр. Charly Loubet, 26 січня 1946, Грасс — 30 січня 2023) — французький футболіст, що грав на позиції нападника. По завершенні ігрової кар'єри — тренер. Найбільш відомий за виступами в клубах «Канн» і «Марсель», у складі якого став чемпіоном Франції, а також національну збірну Франції.

## Клубна кар'єра
Шарлі Лубе народився у 1946 році в місті Грасс. У дорослому футболі дебютував 1961 року виступами за команду «Канн», проте відразу основним гравцем у команді не став, івзявши участь у 20 матчах чемпіонату, на початку 1963 року перейшов до команди «Стад Франсе». З початку 1964 року футболіст грав у складі команди «Ніцца», де грав до 1969 року, та зіграв у складі команди 175 матчів, у яких забив 53 голи.
У 1969 році Шарлі Лубе став гравцем команди «Марсель», і в його складі в сезоні 1970—1971 років став чемпіоном Франції. Проте після завершення чемпіонського сезону футболіст повернувся до клубу «Ніцца», в якому грав до 1975 року.
1975 року Лубе знову став гравцем клубу «Канн», за який цього разу грав до 1982 року. Цього разу у складі «Канна» більшість часу був основним гравцем атакувальної ланки команди. У 1980 році Лубе став граючим головним тренером команди, і завершив виступи на футбольних полях у 1982 році.

## Виступи за збірну
1967 року Шарлі Лубе дебютував у складі національної збірної Франції. Загалом протягом кар'єри в національній команді, яка тривала до 1974 року, провів у її формі 36 матчів, забивши 10 голів.

## Кар'єра тренера
Шарлі Лубе розпочав тренерську кар'єру, ще продовжуючи грати на полі, 1980 року, ставши граючим головним тренером клубу «Канн». У 1982 він став повноправним головним тренером клубу, та працював на цій посаді до 1983 року, після чого тренерською діяльністю не займався.
Помер Шарлі Лубе 30 січня 2023 року на 78-му році життя.

## Титули і досягнення
- Чемпіон Франції (1):

«Марсель»: 1970–1971